# Everywhere (coletânea)
everywhere  é a quarta coletânea de Maaya Sakamoto. Foi lançada em 31 de março de 2010 pela FlyingDog,  um selo da gravadora Victor Entertainment, e possui trinta faixas divididas em dois CDs, com quinze cada.

## Produção
A coletânea foi planejada para comemorar 15 anos de carreira da cantora. Novas versões das músicas "Magic Number" e "Loop" foram feitas exclusivamente para este lançamento. No mesmo dia do lançamento, ela se apresentou no Nippon Budokan. Essa apresentação foi filmada e o show foi lançado em DVD e blu-ray, com o título de Maaya Sakamoto 15th Memorial Live Gift at Budokan. A data foi escolhida por ser o aniversário da cantora.
Uma edição limitada contendo um DVD com os videoclipes das músicas "everywhere" e "Magic Number" foi lançada.
O título do álbum foi escolhido pela música homônima, a primeira que a artista, além de escrever a letra, compôs a melodia. Isso aconteceu enquanto ela viajava fora do Japão e encontrou um piano em uma pousada, e a música nasceu ali.

## Recepção
O álbum ficou onze semanas no Oricon Albums Chart, chegando à 3ª posição. Também chegou ao 4º lugar na Billboard Japan e ao 5º na Tower Records.
Ao analisar o álbum, o CD Journal disse que "vai acalmar sua alma com letras sensíveis e lindas melodias".

## Legado
O álbum contém várias músicas usadas em animes, como Earth Girl Arjuna; Tenkū no Escaflowne; RahXephon; Tsubasa Reservoir Chronicle; Wolf's Rain, Sakura Card Captors e outros.

## Faixas
| CD1            |                                                                          |                  |                |                  |         |  |
| N.º            | Título                                                                   | Letras           | Música         | Arranjo          | Duração |  |
| 1.             | "I.D."                                                                   | M. Sakamoto      | Yoko Kanno     | Y. Kanno         | 4:41    |  |
| 2.             | "Mameshiba" (de Earth Girl Arjuna)                                       | M. Sakamoto      | Y. Kanno       | Y. Kanno         | 6:07    |  |
| 3.             | "birds"                                                                  | M. Sakamoto      | Y. Kanno       | hog              | 5:30    |  |
| 4.             | "Uchuu Hikoushi no Uta"                                                  | Hiroshi Ichikura | Y. Kanno       | Y. Kanno         | 3:45    |  |
| 5.             | "Yubiwa -23 Carat-" (de Escaflowne - O Filme)                            | Yuho Iwasato     | Y. Kanno       | Y. Kanno         | 3:41    |  |
| 6.             | "Kiseki no Umi" (de Record of Lodoss War: Crônicas do Cavaleiro Heroico) | Y. Iwasato       | Y. Kanno       | Y. Kanno         | 4:18    |  |
| 7.             | "Hemisphere" (de RahXephon)                                              | Y. Iwasato       | Y. Kanno       | Y. Kanno         | 4:07    |  |
| 8.             | "Koucha"                                                                 | M. Sakamoto      | Y. Kanno       | Y. Kanno         | 5:31    |  |
| 9.             | "Kaze ga Fuku Hi" (de Escaflowne)                                        | Y. Iwasato       | Y. Kanno       | Y. Kanno         | 5:53    |  |
| 10.            | "Gift" (de CLAMP School Detectives)                                      | Y. Iwasato       | Y. Kanno       | Y. Kanno         | 5:47    |  |
| 11.            | "Pilot"                                                                  | M. Sakamoto      | Y. Kanno       | Y. Kanno         | 3:55    |  |
| 12.            | "tune the rainbow" (de RahXephon Tagen Hensoukyoku)                      | Y. Iwasato       | Y. Kanno       | Y. Kanno         | 5:30    |  |
| 13.            | "Kazamidori"                                                             | M. Sakamoto      | Haruna Yokota  | Zentaro Watanabe | 4:50    |  |
| 14.            | "Yakusoku wa Iranai" (de Escaflowne)                                     | Y. Iwasato       | Y. Kanno       | Y. Kanno         | 3:32    |  |
| 15.            | "Loop ~sunset side" (de Tsubasa Reservoir Chronicle)                     | Haruichi Shindo  | h-wonder       | Toshiyuki Mori   | 4:49    |  |
| Duração total: | Duração total:                                                           | Duração total:   | Duração total: | Duração total:   | 71:56   |  |

| CD2            |                                           |                          |                     |                |         |  |
| N.º            | Título                                    | Letras                   | Música              | Arranjo        | Duração |  |
| 1.             | "Magic Number <123!mix>" (de Kobato)      | M. Sakamoto              | Katsutoshi Kitagawa | Shin Kono      | 4:58    |  |
| 2.             | "Remedy" (de Kurogane no Linebarrels)     | M. Sakamoto              | solaya              | solaya         | 4:31    |  |
| 3.             | "Hikari Are"                              | M. Sakamoto              | Y. Kanno            | Y. Kanno       | 4:23    |  |
| 4.             | "Bokutachi ga Koi wo Suru Riyuu"          | M. Sakamoto              | Michiko Takada      | T. Mori        | 5:31    |  |
| 5.             | "Daniel"                                  | troy                     | Y. Kanno            | Y. Kanno       | 3:46    |  |
| 6.             | "Yucca"                                   | Y. Iwasato               | Y. Kanno            | Y. Kanno       | 4:54    |  |
| 7.             | "blind summer fish"                       | M. Sakamoto              | Y. Kanno            | hog            | 3:54    |  |
| 8.             | "gravity" (de Wolf's Rain)                | troy                     | Y. Kanno            | Y. Kanno       | 3:16    |  |
| 9.             | "NO FEAR/Aisuru Koto"                     | Syoko Suzuki             | S. Suzuki           | S. Suzuki      | 4:10    |  |
| 10.            | "30minutes night flight"                  | M. Sakamoto              | Toshiaki Yamada     | T. Mori        | 5:58    |  |
| 11.            | "Platinum" (de Sakura Card Captors)       | Y. Iwasato               | Y. Kanno            | Y. Kanno       | 4:09    |  |
| 12.            | "Feel Myself"                             | M. Sakamoto e Y. Iwasato | Y. Kanno            | Y. Kanno       | 6:54    |  |
| 13.            | "Universe"                                | M. Sakamoto              | S. Suzuki           | T. Mori        | 4:28    |  |
| 14.            | "Pocket wo Kara ni Shite" (de Escaflowne) | Y. Iwasato               | Y. Kanno            | Y. Kanno       | 4:01    |  |
| 15.            | "everywhere"                              | M. Sakamoto              | M. Sakamoto         | S. Kono        | 5:36    |  |
| Duração total: | Duração total:                            | Duração total:           | Duração total:      | Duração total: | 70:29   |  |